# 라우팅

라우팅(영어: routing)은 어떤 네트워크 안에서 통신 데이터를 보낼 때 최적의 경로를 선택하는 과정이다. 최적의 경로는 주어진 데이터를 가장 짧은 거리로 또는 가장 적은 시간 안에 전송할 수 있는 경로다. 라우팅은 전화 통신망, 전자 정보 통신망, 그리고 교통망 등 여러 종류의 네트워크에서 사용된다. 이 글은 패킷 스위칭 기술을 이용한 컴퓨터 네트워크에서의 라우팅에 대해 주로 기술한다.

## 개요
패킷 스위칭 네트워크에서 라우팅은 인터넷상의 트래픽의 단위전달을 의미하는 패킷(PACKET)이 효율적이며 효과적으로 최단거리 또는 최단 시간에 전달될수 있도록 하는 것이다. 이때 이용되는것은, 일반적으로 라우터, 브릿지, 게이트웨이, 방화벽 또는 스위치로 불리는 중간 노드를 거쳐 출발지부터 최종 목적지까지 논리적으로 주소가 부여된 패킷의 전달 과정을 총괄 하는 것이 라우팅(Routing)이다.

## 라우팅의 구현 사례
비록 특화된 하드웨어가 아니기 때문에 성능에 제약을 받을 수는 있지만, 다수의 네트워크 카드를 가진 범용 컴퓨터 또한 패킷 전달과 라우팅을 수행할 수 있다. 라우팅 과정은 보통 다양한 네트워크 목적지에 대한 기록을 관리하는 라우팅 테이블을 기초로 하여 수행된다. 그러므로, 라우터의 메모리에 기록된 라우팅 테이블의 구성은 효과적인 라우팅에 매우 중요하다. 대부분의 라우팅 알고리즘은 한번에 한가지 네트워크 경로를 사용하지만, 다중 경로 라우팅 기술은 다양한 대체 경로의 사용을 가능하게 하였다.
좀 더 좁은 의미로 라우팅은 네트워크 주소가 그 구성이 비슷하다면 네트워크 안에서 인접성을 가진 구조라는 가정하에 브릿징과 뚜렷한 차이를 보인다. 구조화된 주소는 하나의 라우팅 테이블 항목이 여러 대의 장비에 대한 경로를 표시하는 것을 가능하게 하기 때문에 구조화된 주소 지정(좁은 의미에서의 라우팅)은 대규모 네트워크에서 비구조화된 주소 지정(브릿징)보다 성능이 뛰어나고, 비록 브릿징이 여전히 지역적인 환경내에서 넓게 쓰이지만, 인터넷 상에서 지배적인 주소 지정 형식이 되었다.

## 같이 보기
- 사이더 (네트워킹) (CIDR)
- 비동기 전송 방식 (ATM)